# Hidròxid de ferro(II)

El tub segon a l'esquerra és hidròxid de ferro(II).

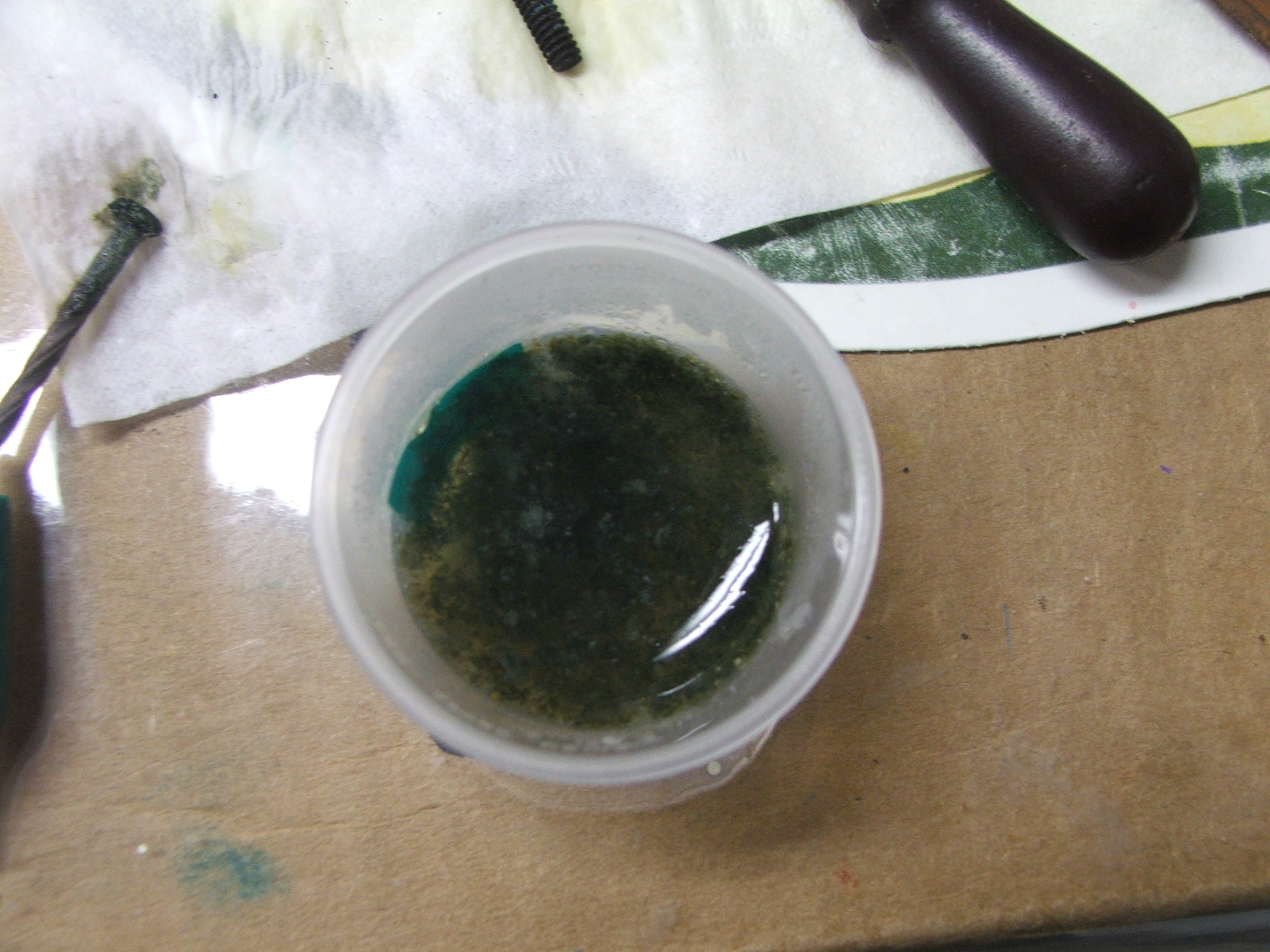
Un precipitat d'hidròxid de ferro(II).

L'hidròxid de ferro(II), antigament hidròxid ferrós, és un compost químic produït quan els ions de ferro(II) d'un compost com el sulfat de ferro(II) reaccionen amb els ions hidròxid. L'hidròxid de ferro(II) és pràcticament blanc però amb un to verdós. El seu precipitat rep el nom de rovell verd (en anglès:"green rust"), que és un potent agent reductor i també un hidròxid de doble capa (LDH) capaç d'absorbir anions. La forma mineralògica del rovell verd s'ha descobert recentment i és la fougerita. L'anàleg natural de l'hidròxid de ferro(II) és el mineral rar amakinita, (Fe,Mg)(OH)₂.
L'hidròxid de ferro(II) és poc soluble; el seu precipitat, format per la reacció amb sulfat de ferro(II), és:
FeSO₄ + 2 OH− → Fe(OH)₂ + SO₄2−

## Usos
Els anions com la selenita i selenat es poden fàcilment adsorbir en la superfície de l'hidròxid de ferro(II) on es redueixen a Fe2+. Els productes són poc solubles (Se0, FeSe, o FeSe₂).
Els hidròxids de ferro(II) s'han investigat per treure els selenats tòxics i l'àcid selenós dels aiguamolls per precipitació del seleni que és insoluble.
En una solució bàsica l'hidròxid de ferro (II) és un material electroquímic actiu del elèctrode negatiu de la bateria de ferro-níquel.